# Andrej Kivilëv
Andrej Michajlovič Kivilëv (cir. Андрей Михайлович Кивилёв; Taldyqorǵan, 20 settembre 1973 – Saint-Étienne, 12 marzo 2003) è stato un ciclista su strada kazako.

## Carriera
Nato nell'allora Unione Sovietica, divenne kazako allo scioglimento della Federazione, nel 1992. Nel 1996 corse da dilettante il Giro della Malesia, ottenendo risultati positivi: il talent scout Gilles Mas lo notò e decise di portarlo in Francia, unitamente all'amico Aleksandr Vinokurov. Nel 1998 Kivilev venne ingaggiato dalla Festina e vinse una frazione del Giro del Mediterraneo, ma in quell'anno la squadra venne coinvolta in un grande scandalo doping che convinse il kazako, del tutto estraneo alla vicenda, a cercare altre società.
Kivilev (che corse sempre per squadre francesi) passò quindi all'AG2R Prévoyance e dal 2001 alla Cofidis. Proprio nel 2001 ottenne le sue uniche due vittorie prestigiose, una tappa al Giro del Delfinato e una nella Route du Sud, e si mise in mostra nel Tour de France in cui arrivò quarto sfruttando anche una "fuga bidone" operata in una delle prime tappe della corsa francese, che gli fece guadagnare più di mezz'ora sul gruppo della maglia gialla.
L'11 marzo 2003, mentre era in testa insieme ad altri due corridori nella Parigi-Nizza, franò addosso alla bicicletta del ciclista Volker Ordowski (che era scivolato in precedenza per un problema meccanico) e cadde a terra, battendo violentemente la testa: rimasto privo di sensi, venne trasportato all'ospedale di Saint-Chamond, dove entrò in coma vigile e con un trauma cranico-facciale; trasportato all'ospedale di Saint-Étienne, morì il giorno dopo a causa di edema.
Fu soltanto con la sua morte che si arrivò a una ferma decisione in merito a rendere obbligatorio l'uso del casco. Il suo utilizzo divenne obbligatorio dallo stesso anno anche se fino al 2005 era possibile toglierlo in alcune parti della gara. Dal 2006 il casco obbligatorio divenne permanente.

## Palmarès
- 2001

Classifica generale Route du Sud
5ª tappa Critérium du Dauphiné Libéré (Romans-sur-Isère > Grenoble)

## Piazzamenti

### Grandi Giri
- Giro d'Italia

1998: 53º
- Tour de France

2000: 32º
2001: 4º
2002: 21º
- Vuelta a España

1999: ritirato

### Classiche monumento
- Milano-Sanremo

1999: 16º
2000: ritirato
2001: 27º
2002: 61º
- Giro delle Fiandre

1999: 50º
2000: ritirato
- Liegi-Bastogne-Liegi

1999: ritirato
2000: ritirato
2001: 36º
2002: 14º
- Giro di Lombardia

1999: 48º
1998: 34º